# Amalia Mendoza
Amalia Mendoza García (Huetamo, Michoacán, 10 de julio de 1923-Ciudad de México, 11 de junio de 2001), conocida como La Tariácuri, fue una cantante y actriz mexicana. Como intérprete, se especializó en los géneros de ranchera y mariachi.

## Biografía y carrera

### 1923-1932: primeros años
Amalia Mendoza García nació en la ciudad michoacana de San Juan Huetamo el 10 de julio de 1923, siendo la décima hija de Francisco Mendoza Rentería y de Dolores García Mendoza. Su padre la llevó a registrar el 25 de julio.
A los seis meses de edad, su familia se fue a vivir a Morelia, la capital de Michoacán, y a los seis años empezó a cantar en la escuela. En una entrevista periodística de 1993, Amalia recordó que una de las primeras canciones que interpretó fue el tango titulado «Ladrillo» y dijo que:

cuando llegaba a la parte de la canción que habla que los jueves y domingos había una viejecita llevando paquetitos al preso que en la cárcel está, me soltaba a llorar y ya desde entonces empezaba a ser muy dramática.

### 1932-1954: inicios artísticos y matrimonio
En 1932, sus hermanos Norberto, Eligio y Juan formaron el famoso Trío Tariácuri, uno de los primeros tríos masculinos en dedicarse a la canción ranchera.
Amalia también quería ser artista y, sin que se dieran cuenta sus hermanos, formó otro trío con su hermana y un amigo. Como integrante de este trío, ella cantaba en fiestas y la acompañaba el mariachi de Silvestre Vargas.
Cuando el Trío Tariácuri salió de gira, la estación de radio XEW llamó a Amalia y a su trío para tomar el programa de sus hermanos y fue así cómo Amalia debutó en dicha radiodifusora en 1938.
Tiempo después formó un dueto con su hermana, pero esta se retiró del medio artístico, razón por la cual Amalia decidió formar otro dueto de nombre Las Adelitas con su amiga Perlita. En 1948, con el nombre de Perlita y la Tariácuri, el dueto grabó cuatro canciones para Discos Peerless: «La Carlotita», «Qué ojos más lindos», «La suriana» y «La chiquita».
Un día Amalia se enojó con su novio y quiso irse de México, y firmó un contrato para viajar a Europa y cantar allá con Perlita por un año. Al regresar a México, se comunicó con su novio y se reconcilió con él. Se casaron y ella aceptó dejar su carrera para trasladarse al Estado de Veracruz con su marido, quien era un médico especialista en enfermedades tropicales.
Aunque su marido le prohibió seguir cantando, Amalia viajaba cada seis meses a la Ciudad de México para grabar canciones para la Lotería Nacional y posteriormente para Discos Columbia con su hermano Juan Mendoza «El Tariácuri», con quien formó el Dueto Tariácuri. Amalia y Juan grabaron varios discos sencillos que después fueron recopilados en discos de larga duración. Luego de cinco años de matrimonio, Mendoza decidió separarse de su marido para dedicarse de lleno a su carrera.

### 1954-1961 estrellato en la música y el cine
| Si soy mejor o peor que Lola Beltrán, el público y nadie más es el que tiene que decir la última palabra. Yo de mí no puedo decir otra cosa que pongo todo mi sentimiento, todo mi ser en la canción. . . Cada una canta las cosas de la manera que las siente. Esa es la razón por la cual diferimos Lola Beltrán o yo, y esa es la razón, la única razón por la cual «no tienen razón» los que me comparan con la otra cancionera. Podemos ser malas o mejores, pero nunca iguales. Las dos tenemos un estilo totalmente diferente. —Mendoza hablando sobre las comparaciones con su contemporánea, Lola Beltrán. |

En 1954, inició su carrera como solista de música ranchera con la grabación del disco sencillo que contiene las canciones rancheras «Puñalada trapera», de Tomás Méndez, y «Maldición ranchera», de José Alfredo Jiménez. Este disco se convirtió en su primer éxito y fue el primero que grabó para la compañía discográfica RCA Records Mexicana, de la cual fue artista exclusiva por más de una década. Ganó fama más adelante cuando comenzó a difundirse su música en la principal estación de radio de México, la XEW. El mismo año, apareció en la película El charro inmortal (1954). Un año después, en 1955, incursiono en el doblaje dándole voz en escenas de canto a la actriz argentinomexicana Rosita Quintana en la cinta A los cuatro vientos.
La canción que consagró a Amalia fue «Amarga Navidad», de José Alfredo Jiménez, que llegó a ser el tema con el que muchos la han identificado desde que ella lo grabó. Amalia después rememoró que gracias al gran éxito de esa interpretación, finalmente logró el reconocimiento como cantante:

[«Amarga Navidad»] fue un golpe redondito. La gente me encontraba en la calle y me perseguía en busca del autógrafo; quería tocarme, sentirme si era yo de carne y hueso. La clave: es que se trata de una composición que llega hasta el fondo del alma; toca las fibras más íntimas y profundas del ser humano.

En 1958, participó en los filmes Fiesta en el corazón, y Una cita de amor; esta última fue proyectada en el Festival de Cine de Berlín de ese año. Para 1959, obtuvo su primer papel protagónico como actriz, estelarizando la producción Yo... el aventurero (1959).
En la década de 1960, continúo participando en cine con películas como Los laureles y ¿Dónde estás, corazón?, ambas de 1961.

## Vida personal
Fue admirada por el actor estadounidense Rock Hudson, a quien personalmente conoció en 1960, y quien comentó que para él solo existían dos intérpretes de música, ella y la cantante francesa Édith Piaf.

### Muerte
El 11 de junio de 2001, Mendoza falleció en Ciudad de México a los 77 años de edad, a causa de una enfermedad pulmonar. Su cuerpo fue cremado y sus cenizas fueron esparcidas en el lago de Pátzcuaro, ubicado en su natal Michoacán, lugar donde también se le erigió un monumento en Huetamo de Núñez.

## Filmografía
- A los cuatro vientos (1955), (doblando la voz de Rosita Quintana)
- Mi influyente mujer (1957)
- Fiesta en el corazón (1958)
- Una cita de amor (1958)
- Yo... el aventurero (1959)
- ¿Donde estás, corazón? (1961)
- Los laureles (1961)